# بارينغتون بوردمان
بارينغتون بوردمان (بالإنجليزية: Barrington Boardman)‏ هو مؤرخ أمريكي، ولد في 31 مايو 1933، وتوفي في 27 سبتمبر 2004.